# Dichromodes perinipha
Dichromodes perinipha là một loài bướm đêm trong họ Geometridae.